# Kalla Pasha
Kalla Pasha, nato Joseph T. Rickard (Detroit, 5 marzo 1879 – Talmage, 10 giugno 1933), è stato un wrestler e attore statunitense, attivo soprattutto nell'epoca del muto.

## Biografia
Joseph T. Rickard iniziò come wrestler professionista, conosciuto nell'ambiente come "The Crazy Turk", prima di esibirsi nel teatro vaudeville e prendere parte a 85 pellicole tra il 1919 e 1931 con lo pseudonimo di Kalla Pasha. Il successo ottenuto in particolare con Mack Sennett lo portò a spendere i soldi guadagnati con molta disinvoltura, tanto che in seguito avrebbe dichiarato che gli capitava di andare in giro con 150.000 dollari legati intorno alla vita. Ma i soldi non durarono a lungo e non molto tempo dopo venne arrestato per aver colpito un uomo alla testa con una bottiglia di latte durante una lite per cinque centesimi. Rickard venne ricoverato per cure psichiatriche al Mendocino State Hospital, dove sarebbe morto poco più di un anno dopo per una patologia cardiaca.

## Filmografia

### Cortometraggi

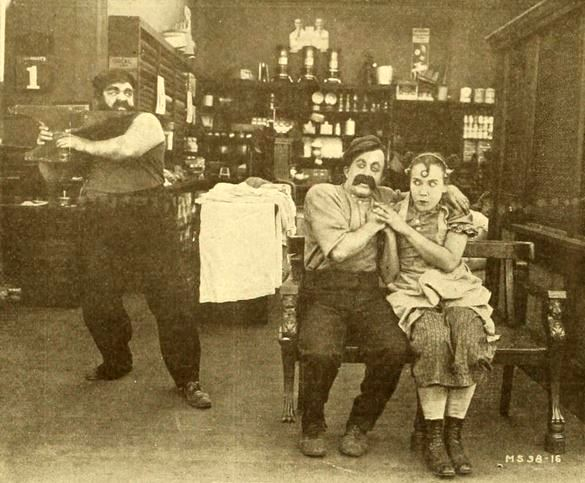
The Village Smithy (1919)

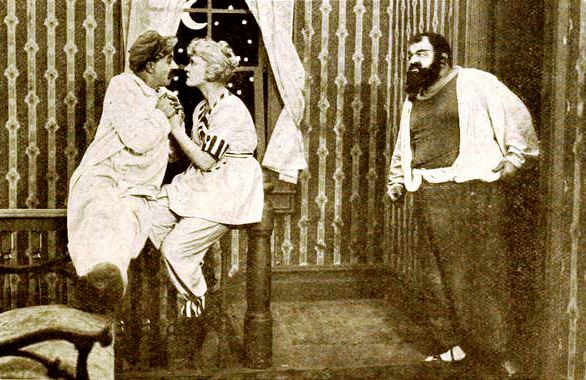
The Foolish Age (1919)

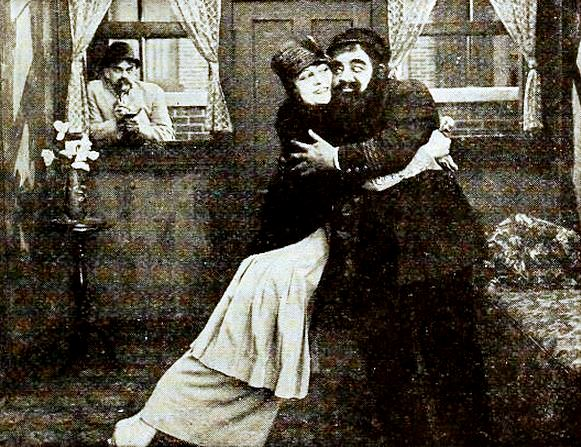
Love's False Faces (1919)

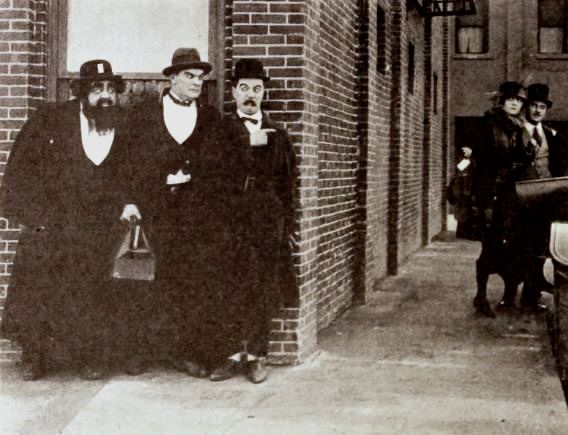
Ten Dollars or Ten Days (1920)

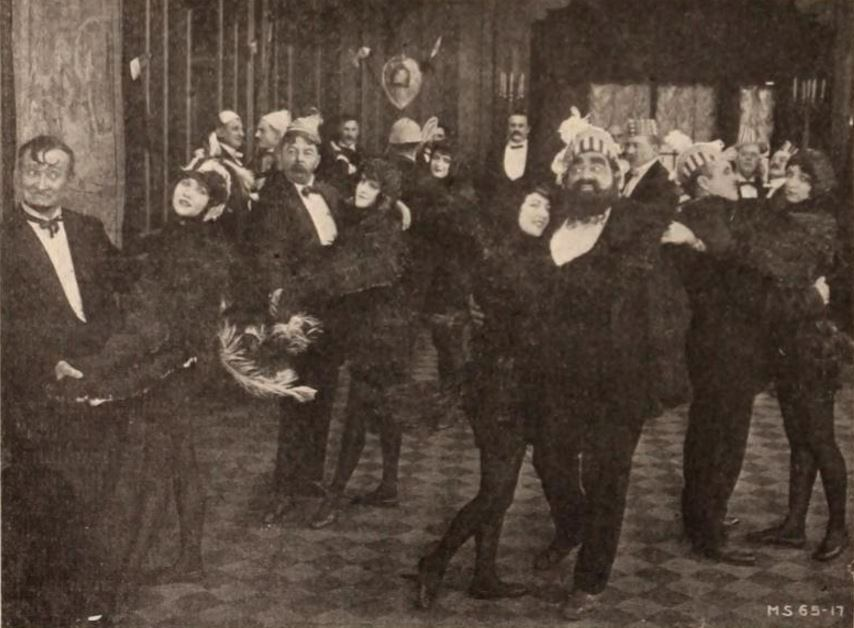
By Golly! (1920)

- The Village Smithy, regia di F. Richard Jones (1919)
- The Foolish Age, regia di F. Richard Jones - cortometraggio (1919)
- The Little Widow, regia di Bert Roach e Malcolm St. Clair (1919)
- When Love Is Blind, regia di Edward F. Cline (1919)
- Love's False Faces, regia di F. Richard Jones (1919)
- Hearts and Flowers, regia di Edward F. Cline (1919)
- Trying to Get Along, regia di F. Richard Jones (1919)
- The Dentist, regia di F. Richard Jones (1919)
- Uncle Tom Without a Cabin, regia di Edward F. Cline e Ray Hunt (1919) - non accreditato
- Back to the Kitchen, regia di Joseph Belmont e Reggie Morris (1919)
- Up in Alf's Place, regia di F. Richard Jones (1919)
- His Last False Step, regia di F. Richard Jones (1919)
- The Speakeasy, regia di F. Richard Jones (1919)
- The Star Boarder, regia di James D. Davis (1920)
- Ten Dollars or Ten Days, regia di anonimo (1920)
- Gee Whiz, regia di F. Richard Jones (1920)
- Fresh from the City, regia di Walter Wright (1920)
- By Golly!, regia di Charles Murray (1920) - non accreditato
- The Quack Doctor, regia di Billy Bevan e George Gray (1920)
- Don't Weaken!, regia di Malcolm St. Clair (1920) - non accreditato
- Movie Fans, regia di Erle C. Kenton (1920)
- Bungalow Troubles, regia di Albert Austin (1920)
- On a Summer Day, regia di Albert Austin (1921)
- The Unhappy Finish, regia di James D. Davis (1921)
- Officer Cupid, regia di Frank Powell (1921)
- Call a Cop, regia di Malcolm St. Clair (1921)
- Love's Outcast, regia di John A. Waldron (1921)
- Hard Knocks and Love Taps, regia di Roy Del Ruth (1921) - non accreditato
- Bright Eyes, regia di Roy Del Ruth e Malcolm St. Clair (1921)
- On Patrol, regia di Roy Del Ruth (1922)
- Step Forward, regia di William Beaudine, F. Richard Jones e Gus Meins (1922)
- Ma and Pa, regia di Roy Del Ruth (1922)
- Inbad the Sailor, regia di Erle C. Kenton (1923)
- The Half-Back of Notre Dame, regia di Del Lord (1924)
- Scarem Much, regia di Del Lord (1924)
- Shanghaied Lovers, regia di Roy Del Ruth (1924)
- Flickering Youth, regia di Erle C. Kenton (1924)
- Black Oxfords, regia di Del Lord (1924)
- The Cat's Meow, regia di Roy Del Ruth (1924)
- Yukon Jake, regia di Del Lord (1924)
- Little Robinson Corkscrew, regia di Ralph Ceder, F. Richard Jones (1924) - non accreditato
- A Deep Sea Panic, regia di Roy Del Ruth (1924)
- Wandering Waistlines, regia di Ralph Ceder (1924)
- Hotsy-Totsy, regia di Edward F. Cline (1925)
- Gimmie Strength, regia di William Watson (1926)
- Wild Bill, regia di Richard Smith (1926)
- Wild Wallops, regia di William Beaudine (1927)
- A Moony Mariner, regia di William Watson (1927)
- When Greek Meets Greek, regia di Francis Corby (1927)
- Chasing Husbands, regia di James Parrott (1928)
- I Surrender Dear, regia di Mack Sennett (1931) - non accreditato
- One More Chance, regia di Mack Sennett (1931)

### Lungometraggi
- La bestia nera (The Wicked Darling), regia di Tod Browning (1919)
- Yankee Doodle in Berlin, regia di F. Richard Jones (1919) - non accreditato
- Down on the Farm, regia di Ray Grey, F. Richard Jones e Erle C. Kenton (1920)
- Married Life, regia di Erle C. Kenton (1920)
- Love, Honor and Behave!, regia di F. Richard Jones e Erle C. Kenton (1920)
- L'idolo del villaggio (A Small Town Idol), regia di Erle C. Kenton e Mack Sennett (1921)
- Home Talent, regia di Mack Sennett e James E. Abbe (1921)
- The Dictator, regia di James Cruze (1922)
- Thirty Days, regia di James Cruze (1922)
- Racing Hearts, regia di Paul Powell (1923)
- Ruggles of Red Gap, regia di James Cruze (1923)
- Scaramouche, regia di Rex Ingram (1923) - non accreditato
- Breaking Into Society, regia di Hunt Stromberg (1923)
- A Million to Burn, regia di William Parke (1923)
- Hollywood, regia di James Cruze (1923)
- His Supreme Moment, regia di George Fitzmaurice (1925) - non accreditato
- Heads Up, regia di Harry Garson (1925)
- Silken Shackles, regia di Walter Morosco (1926)
- Don Juan's Three Nights, regia di John Francis Dillon (1926)
- Rose of the Tenements, regia di Phil Rosen (1926)
- Notte di Capodanno a New-York (Wolf's Clothing), regia di Roy Del Ruth (1927)
- When a Man Loves, regia di Alan Crosland (1927) - non accreditato
- La danzatrice degli dei (The Devil Dancer), regia di Fred Niblo (1927)
- The Mansion of Mystery, regia di Robert J. Horner (1927)
- The Dove, regia di Roland West (1927)
- Tillie's Punctured Romance, regia di A. Edward Sutherland (1928)
- Maschere di celluloide (Show People), regia di King Vidor (1928) - non accreditato
- La serpe di Zanzibar (West of Zanzibar), regia di Tod Browning (1928)
- Sette passi verso Satana (Seven Footprints to Satan), regia di Benjamin Christensen (1929)
- Midnight on the Barbary Coast, regia di Robert J. Horner (1929)
- Rivista delle nazioni (The Show of Shows), regia di John G. Adolfi (1929)
- The Cuckoos, regia di Paul Sloane (1930) - non accreditato
- Sit Tight, regia di Lloyd Bacon (1931) - non accreditato